# Миноносец №272
№ 272 — один из 25 миноносцев типа «Пернов», построенных для Российского Императорского флота.

## История корабля
Заложен в 1895 году на стапеле Николаевского Адмиралтейства, спущен 16 июля 1896, вступил в строй в 1899 году. Прошел капитальный ремонт корпуса и механизмов в 1909 году. Использовался как тральщик и посыльное судно. 11 августа 1914 года, в районе маяка Херсонес, столкнулся с тральщиком «Успех» и, получив пробоину в корпусе, затонул.